# Barra de adhesivo

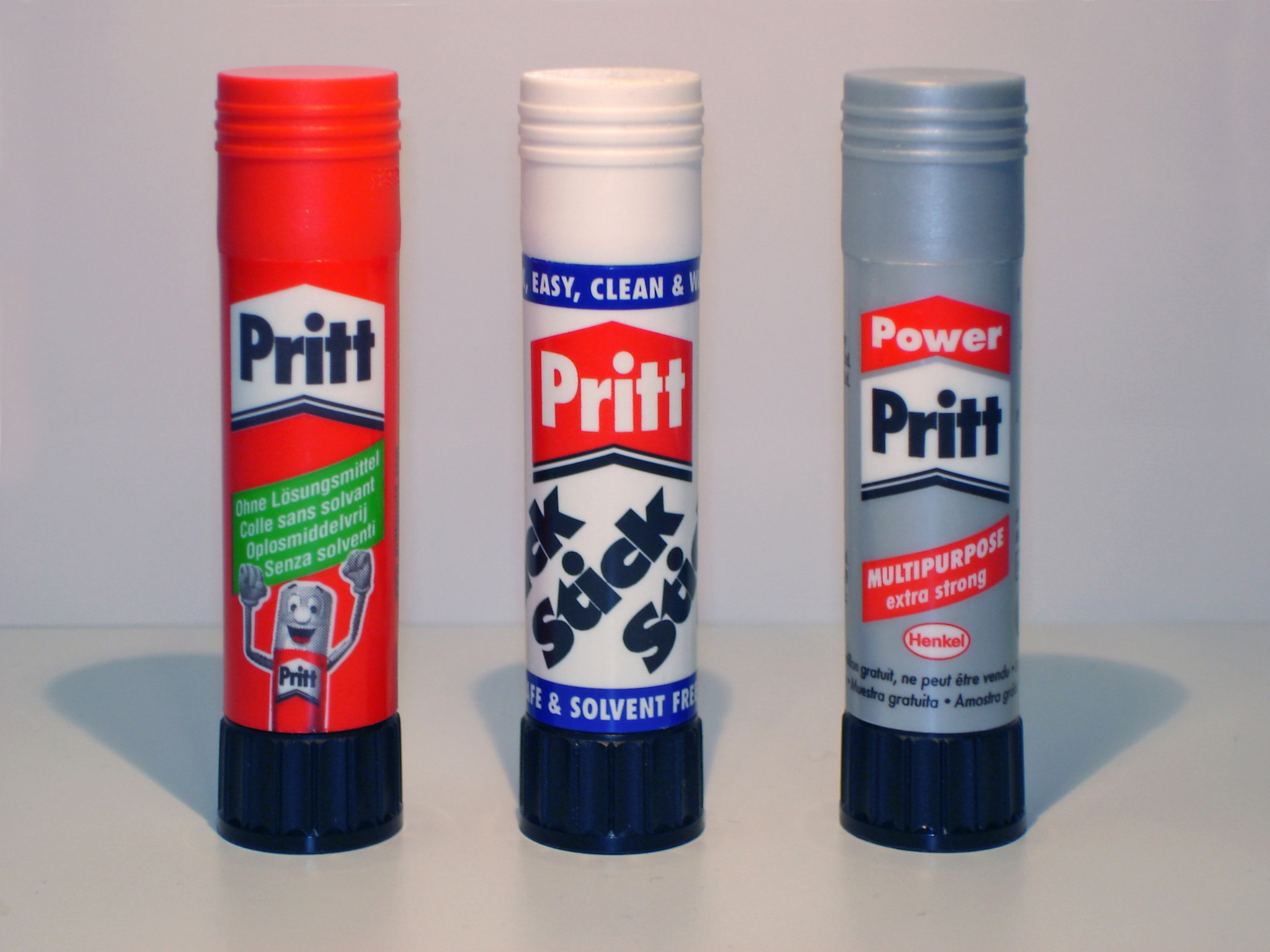
"Pritt Stick Estándar" (versión internacional) "," Pritt Stick (versión del Reino Unido) "y Extra Strong" Power Pritt "

Las barras de adhesivo, pegamento en barra , goma en barra o simplemente pegamento, son unas colas  sólidas comercializadas en tubos impulsores de base giratoria parecidos a los pintalabios. Los usuarios pueden aplicar el pegamento simplemente destapando el tubo, rozando sobre la superficie a pegar y todo sin ensuciarse los dedos.

## Aplicaciones
La mayoría las barritas pegamento están diseñadas para pegar papel y cartón, y no son tan fuertes como algunas variantes a base de líquido. Se pueden utilizar para manualidades y diseño, uso de oficinas y en la escuela. Ahora hay variedades permanentes, lavables, sin ácidos, no tóxicas, sin disolventes y teñidas (por ejemplo, para ver donde se aplica más fácilmente la cola). Actualmente son muy populares.

## Marcas
En 1969, la empresa alemana Henkel inventó el adhesivo después de estudiar la "facilidad de giro" y la comodidad de los aplicadores tipo pintalabios . El producto se lanzó bajo la marca Pritt Stick. Hacia el 1971, el Pritt Stick se vendía en 38 países, en 2001 el 121. El primer adhesivo multiusos sin polvo que se podía utilizar para otros materiales (por ejemplo, madera, vidrio y algunos plásticos) fue el " PowerPritt "., que se puso en el mercado en 2003. También hay un" Pritt X ", lanzado en 2010.

## Presentación
Los postes de cola pueden llegar a tener muchos tamaños, siendo los más habituales 8g, 25g, 36g y 40g.

## Composición
Las composiciones de las barras de adhesivo suelen ser propietarias y varían según el fabricante y el tipo. Un tipo genérico contiene los siguientes ingredientes:
| nombre                                | % De contenido | propósito                                                                                 |
| ------------------------------------- | -------------- | ----------------------------------------------------------------------------------------- |
| agua                                  | 40%            | Se evapora para dejar que el pegamento se seque.                                          |
| polímero acrílico                     | 40%            | Polimeriza para solidificar el pegamento seca.                                            |
| Estearato de sodio                    | 10%            | Este jabón ayuda a emulsionar el acrílico y lubrica la cola para aplicarla sin problemas. |
| polietilenglicol                      | 3%             | Mantiene la cola seca un poco húmeda y flexible.                                          |
| Éter de polioxietileno monooctilfenil | 2%             | Emulsionante.                                                                             |
| Polímero de N-Vinilpirrolidona        | 2%             | Polimeriza a medida que se seca el pegamento.                                             |
| 2-amino isobutanol                    | 2%             | Buffer de pH, para neutralizar el ácido.                                                  |
| Hidróxido de sodio                    | 1%             | Alcalino, para mantener el pH del palo por encima de 10.                                  |

La composición conocida de un Pritt Stick es la siguiente:
| nombre                              | número EC | número CAS | % De contenido | Estados de riesgos           |
| ----------------------------------- | --------- | ---------- | -------------- | ---------------------------- |
| CAPROLACTAM-                        | 203-313-2 | 105-60-2   | 1 - 5%         | xn; R20 / 22 Xi; R36 / 37/38 |
| SOLUCIÓN DE peróxido HIDRÓGENO ...% | 231-765-0 | 7722-84-1  | <1%            | O; R8 C; R34                 |
| Hidróxido de sodio                  | 215-185-5 | 1310-73-2  | <1%            | C; R35                       |

Otras marcas utilizan por ejemplo la polivinilpirrolidona como sustancia cola.